# 七户乡
七户乡，是中华人民共和国新疆维吾尔自治区昌吉回族自治州奇台县下辖的一个乡镇级行政单位。

## 行政区划
七户乡下辖以下地区：
八户村、屯庄梁村、七户村、平顶村和东塘村。